# Куликівська казарма
Куликівська казарма — історична місцевість Києва, колишній хутір, казарма лісової сторожі, що розташовувалася на північ від 
нинішнього Лісового масиву, між ним та Лісовим кладовищем.

## Історія

Казарма на карті 1850-х років

Виникла в другій половині 1840-х років або на початку 1850-х років, коли в Остерському повіті запроваджено систему відновлення лісових насаджень. Позначена на мапах Києва та околиць 1850-х (як Куликівська казарма) та 1868 років (як безіменний будинок лісової сторожі «Д. Страж.» (дом стражи)).  
Зникнення казарми, ймовірно, пов'язане з облаштуванням у 1868 році Артилерійського полігону поряд. Принаймні на топографічній мапі 1897 року Куликівська казарма вже відсутня.

## Походження назви
Назва походила від поблизького болота Куликове.